# 海豹灣

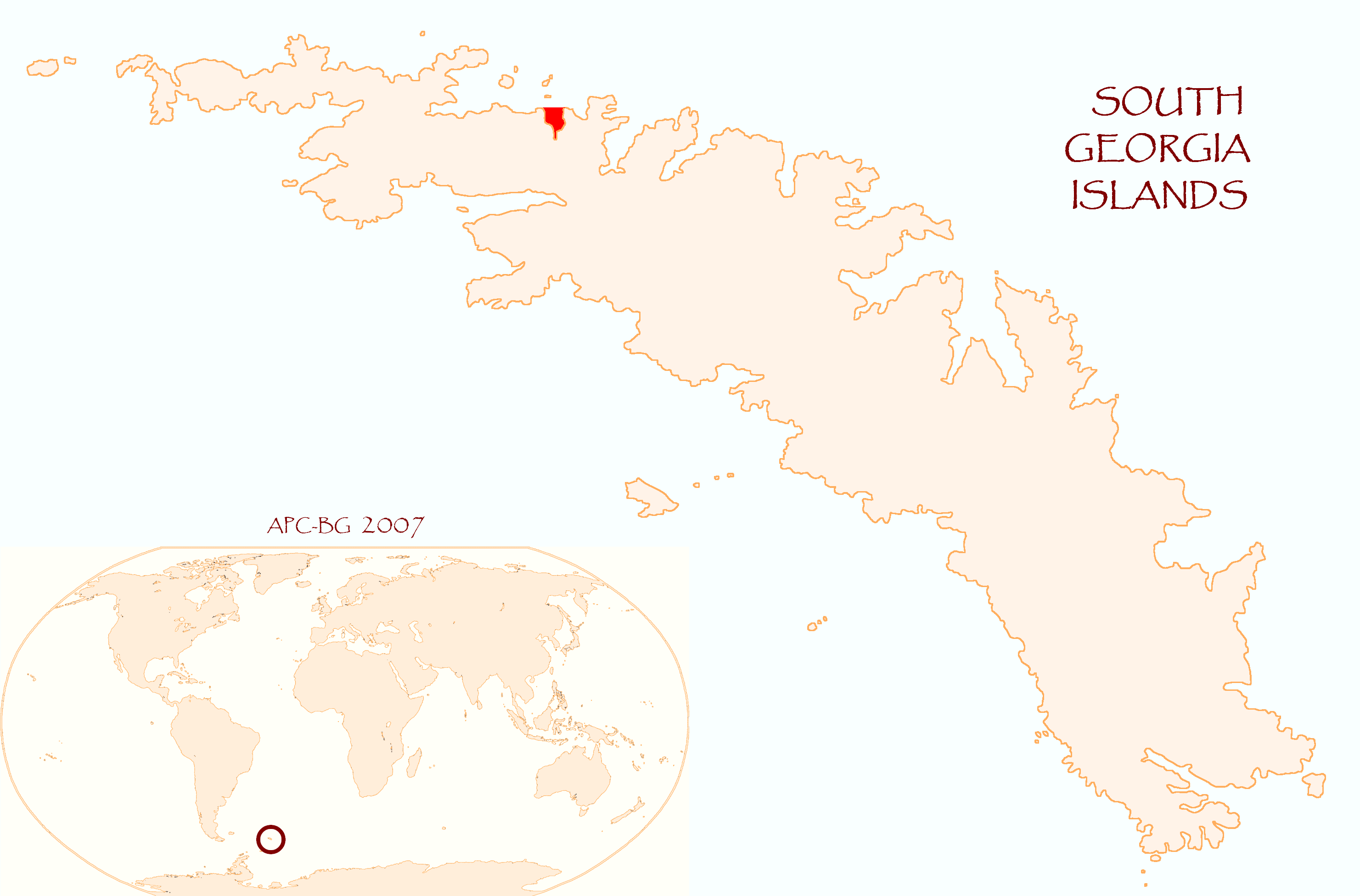
海豹灣在南喬治亞島的位置

海豹灣（英語：Sea Leopard Fjord）是南極洲的海灣，位於南喬治亞島島嶼灣東南部，處於幸運角和別林斯高晉角之間，寬1.6公里，在1912至1913年被繪入地圖。
54°4′S 37°15′W / 54.067°S 37.250°W